# Berles-Monchel
Berles-Monchel é uma comuna francesa na região administrativa de Altos da França, no departamento de Pas-de-Calais. Estende-se por uma área de 8,33 km². Em 2010 a comuna tinha 501 habitantes (densidade: 60,1 hab./km²).